# Dionisio Baixeras Verdaguer
Pour les articles homonymes, voir Verdaguer.
Dionisio Baixeras Verdaguer (né le 23 juin 1862 à Barcelone, et mort le 9 septembre 1943) est un artiste catalan. L'une de ses peintures les plus connues est exposée au musée d'art et d'industrie de Roubaix, dans le Nord de la France.
Une autre de ses toiles Boatmen of Barcelona, (1886) est exposée au MET de New York.

## Biographie
Il obtient en 1889 et en 1900 une mention honorable au Salon des artistes français.
Il expose Quai des pêcheurs à Barcelone et Pêcheurs de coquillages au Salon de Bruxelles de 1897.